# Nanda Devi

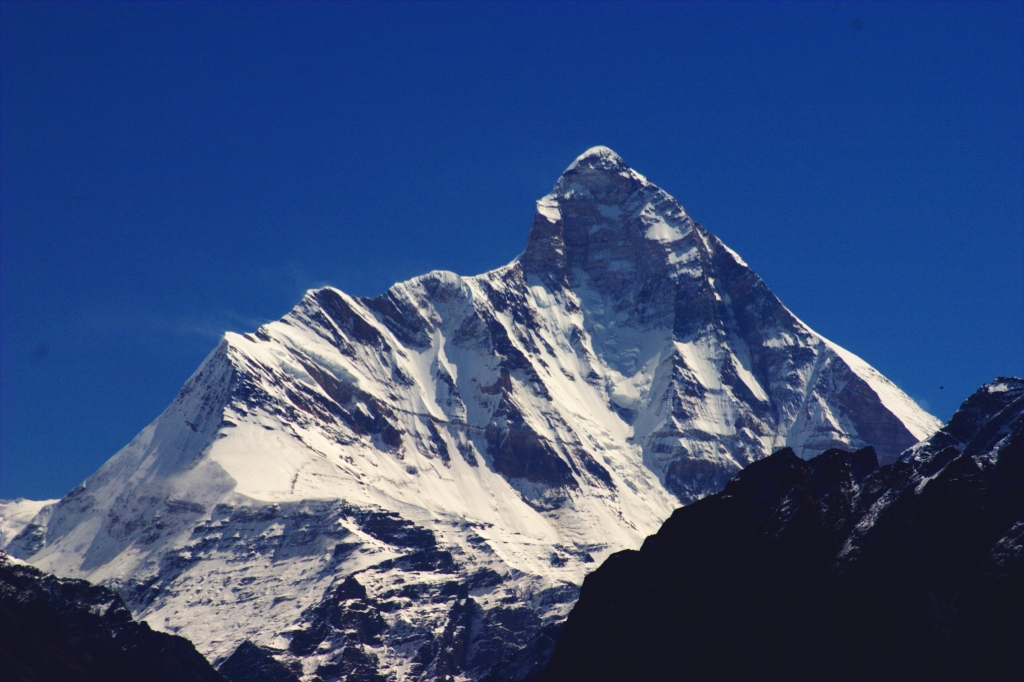
Nanda Devi

Nanda Devi és una muntanya que fou la més alta de l'Índia. Va ser sobrepassada després de l'annexió de Sikkim pel Kanchenjunga, si bé aquest cim està en part dal Nepal, per la qual cosa la Nanda Devi sempre és la muntanya més alta totalment al territori de l'Índia.
Fins al 1808 fou considerada la muntanya més alta del món però en aquesta data es van fer nous mesuraments. Forma part de les muntanyes de l'Himàlaia, i és a la divisió de Garhwal, a l'estat d'Uttarakhand entre les valls de Rishiganga i de Goriganga. El seu nom vol dir "dea Nanda". La seva altura és de 7.816 metres (abans se li va arribar a assignar una altura de 7.955 metres) el que la fa la 23a muntanya separada més alta del món i la 25a en conjunt. Fou coronada el 1936 per una expedició britànicoamericana, i fou el pic més alt escalat fins que es va coronar l'Anapurna de 8.091 metres, el 1950. El 1974 es va obrir el santuari als escaladors però va afectar l'ecosistema i es va tancar el 1983. El 1982 fou declarat reserva de la biosfera dins del Parc Nacional de Nanda Devi, parc que fou declarat Patrimoni de la Humanitat el 1988 per la UNESCO.